# Rebild Provsti
Rebild Provsti er et provsti i Aalborg Stift.  Provstiet ligger i Rebild Kommune.
Rebild Provsti består af 29 sogne med 30 kirker, fordelt på 9 pastorater.

## Pastorater
| Pastorater i Rebild Provsti      | Pastorater i Rebild Provsti            | Pastorater i Rebild Provsti               |
| -------------------------------- | -------------------------------------- | ----------------------------------------- |
| Bælum-Solbjerg-Skibsted Pastorat | Kongens Tisted-Binderup-Durup Pastorat | Midt Hellum Herreds Pastorat              |
| Nørlunds Pastorat                | Rørbæk-Grynderup-Stenild Pastorat      | Skørping-Fræer-Gerding-Blenstrup Pastorat |
| Støvring-Gravlev Pastorat        | Sønderup-Suldrup Pastorat              | Øster Hornum-Veggerby Pastorat            |

## Sogne
| Sogne i Rebild Provsti | Sogne i Rebild Provsti | Sogne i Rebild Provsti |
| ---------------------- | ---------------------- | ---------------------- |
| Binderup Sogn          | Blenstrup Sogn         | Brorstrup Sogn         |
| Bælum Sogn             | Durup Sogn             | Fræer Sogn             |
| Gerding Sogn           | Gravlev Sogn           | Grynderup Sogn         |
| Haverslev Sogn         | Kongens Tisted Sogn    | Lyngby Sogn            |
| Ravnkilde Sogn         | Rørbæk Sogn            | Siem Sogn              |
| Skibsted Sogn          | Skørping Sogn          | Solbjerg Sogn          |
| Stenild Sogn           | Store Brøndum Sogn     | Støvring Sogn          |
| Suldrup Sogn           | Sønderup Sogn          | Sørup Sogn             |
| Terndrup Sogn          | Torup Sogn             | Veggerby Sogn          |
| Øster Hornum Sogn      | Aarestrup Sogn         |                        |